# 自发性射精
自发性射精是指男性在没有受到性刺激情况下非自愿地射精。 例如排尿、排便、不小心触摸了龟头、焦虑、恐慌發作、考试緊張時出現的射精均屬於自发性射精，這些情況均與性行为無關。 遺精也是一種自发性射精。 還有一些射精屬於病理性自发性射精。 造成病理性自发性射精的原因包括脊髓损伤、心理因素、感染狂犬病或受药物影響。 抗抑郁药、抗精神病药和兴奋剂等精神药物的副作用之一就是自发性射精。 女性也有可能出现自發性性高潮。 